# Kostel Jana Amose Komenského (Kostelec nad Orlicí)

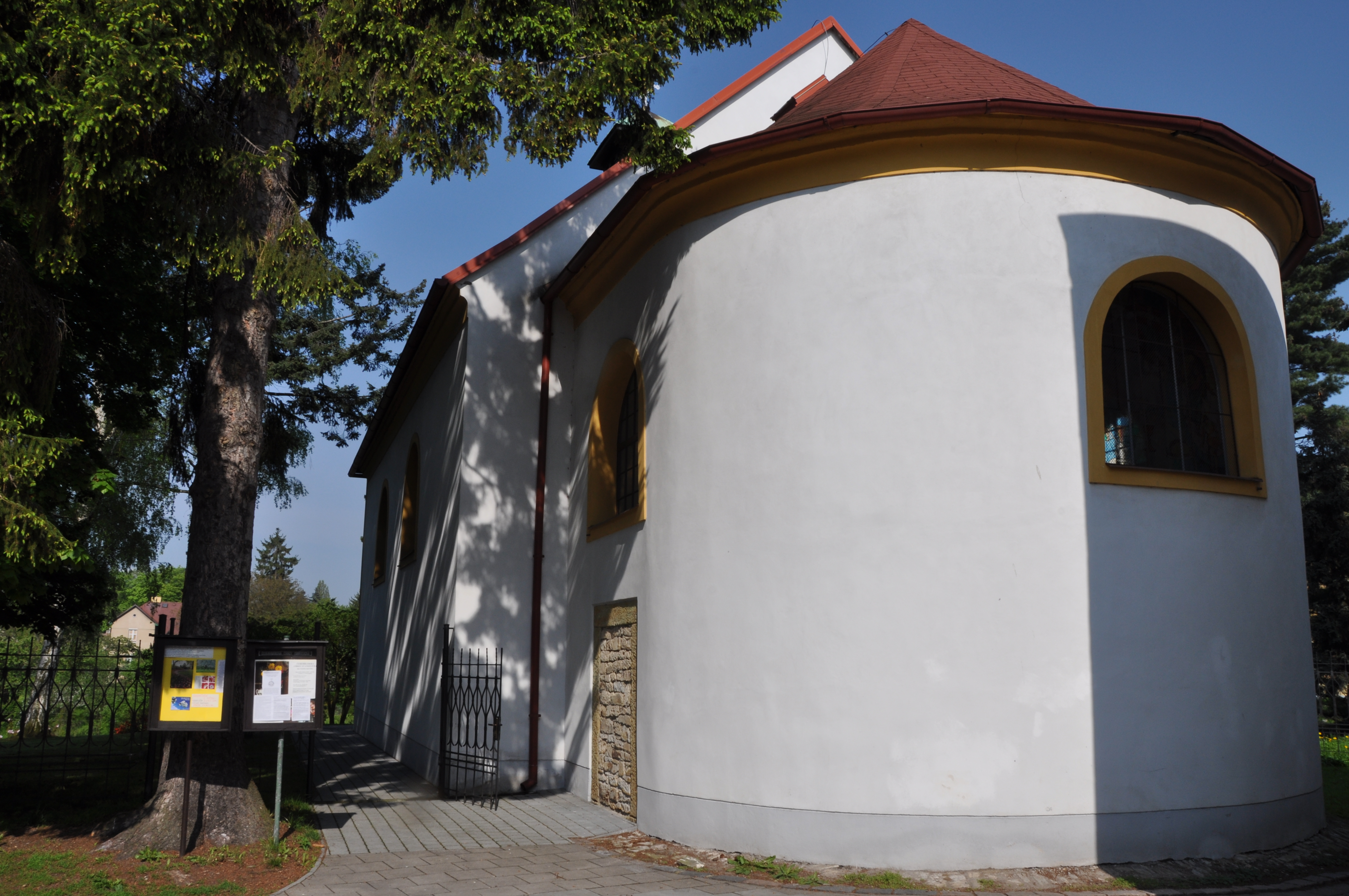
Presbytář Komenského kostela

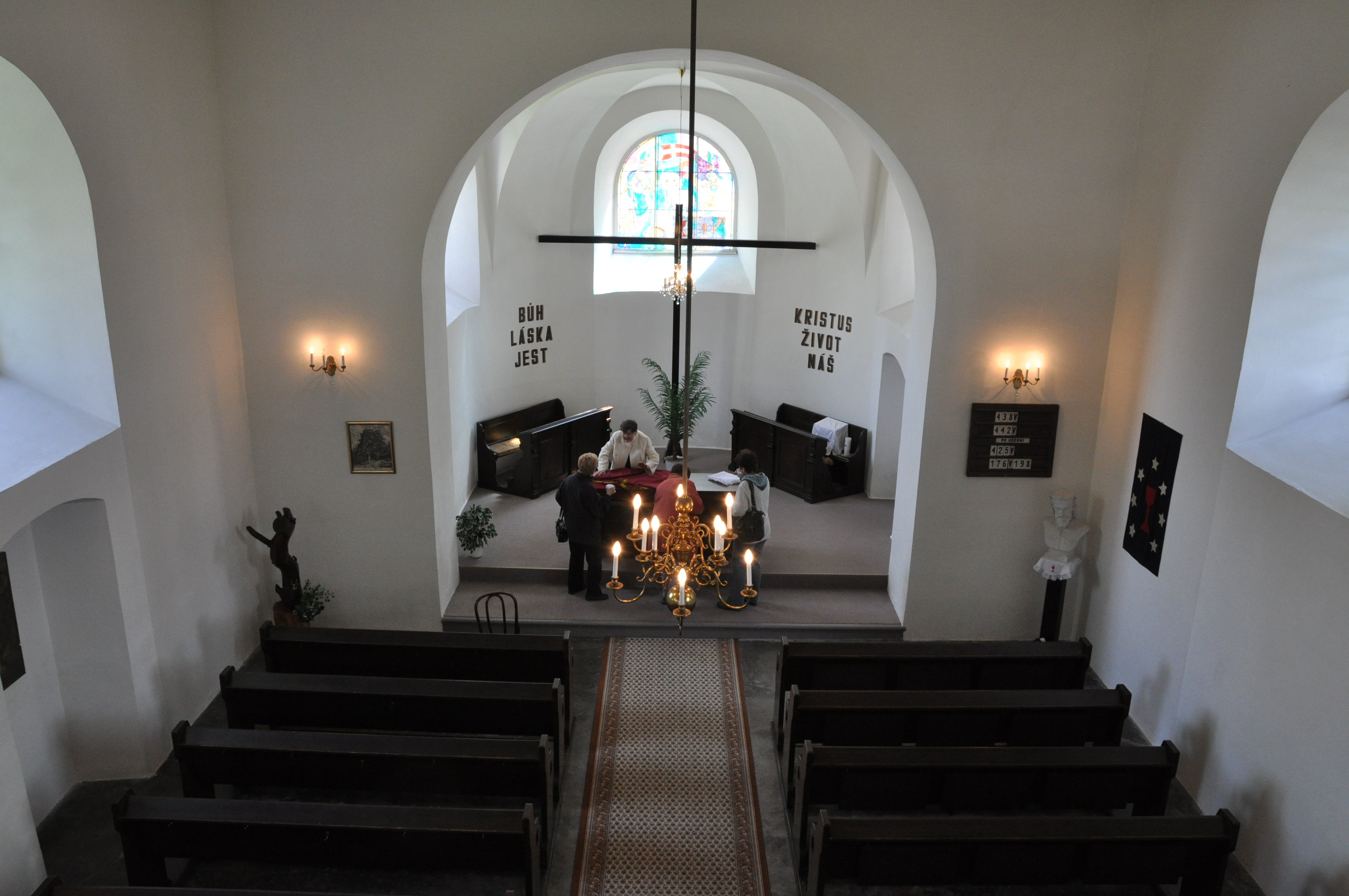
Interiér kostela Jana Amose Komenského se stolem Páně

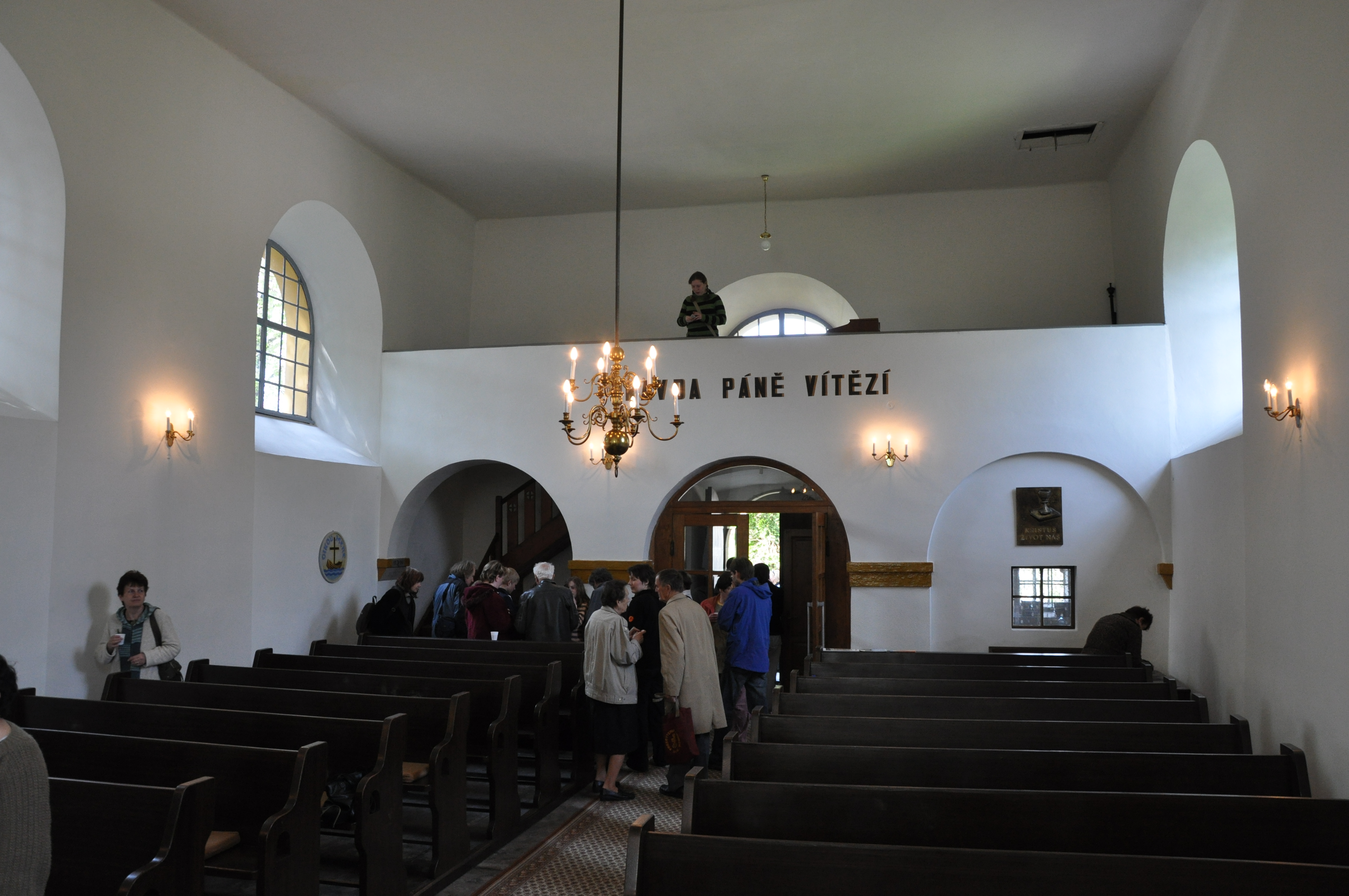
Interiér kostela s pohledem na varhany

Kostel Jana Amose Komenského v Kostelci nad Orlicí v okrese Rychnov nad Kněžnou je chráněn od roku 1958 jako kulturní památka.

## Náboženský vývoj
V Kostelci nad Orlicí existoval sbor Jednoty bratrské již v první polovině 16. století. V letech 1581–1584 si postavili kostel v místní část města „na Rabštejnku“, dle zápisů v dochovaných městských knihách „velkou obětavostí členů sboru“. Po roce 1620 církev byla nucena svoji činnost skončit a zanikla.
Evangelická víra se znovu v Kostelci začala šířit po první světové válce při přestupkovém hnutí od katolické církve. Bohoslužby se pro několik rodin přistěhovaných z venkova do města konaly v bytě úředníka c. k. státní dráhy již od roku 1902. Proti bohoslužbám protestoval majitel domu, kterým byl katolický děkan a přednosta místní železniční stanice, jemuž byl úředník podřízen.
Oficiální kazatelská stanice Českobratrské církve evangelické byla zřízena až v roce 1921, teprve v roce 1956 se sbor osamostatnil jako farní.

## Kostel
Účastníci bohoslužeb se zprvu scházeli v zasedací síni radnice, později v budově místní reálky.
Ve 30. letech 20. století získala Českobratrská církev evangelická společně s Církví československou husitskou původně bratrský kostelík v městské čtvrti Rabštejn od města do pronájmu.
Kostelík byla jednoduchá renesanční stavba s půlkruhově uzavřeným presbytářem z let 1580–1586. Po roce 1620 kostel získala katolická církev a zasvětila ho sv. Václavovi. Byl opraven a v letech 1692-1694 barokně přestaven. V roce 1777 vyhořel, za josefinských reforem byl odsvěcen a využíván jako skladiště. Požárem byl poničen znovu v roce 1839, skladiště v opraveném kostelíku bylo umístěno znovu, později byl využíván i jako chudobinec a restaurace.
Koncem 19. století kostelík získalo do svého majetku město, dalo ho opravit a restaurovat – autorem oprav a restaurátorských prací byl místní rodák architekt Václav Roštlapil. Evangelická církev jako "dědička české reformace" požádala již v roce 1921 o jeho zapůjčení nebo vrácení. V kostelíku bylo však zřízeno na krátkou dobu muzeum a Českobratrské církvi evangelické a Církvi československé husitské byl kostel pouze propůjčován s podmínkou, že ho budou společně udržovat. V roce 1937 byl kostel renovován jako Sbor Jana Amose Komenského, trvale zůstal majetkem města. Naposledy byl opravován v letech 1994–1996 nákladem 400 000 Kč. Při této opravě byla opravena střecha, budova dostala novou omítku a do části lavic bylo pořízeno elektrické vytápění.

## Architektura
Stavba kostela je jednolodní. Presbytář s půlválcovým závěrem je ze tří stran prolomen obdélnými půlkruhově zaklenutými třemi okny rámovanými šambránami s kovovým rámem. Východní okno v závěru presbytáře je zaskleno třemi svislými skly, prostřední je zdobeno motivem Beránka Božího. Presbytář má sedlovou střechu s půlkuželovým ukončením a je krytý šindelem. V jižní stěně je na okenní ose zazděn dřívější boční vchod s kamenným neomítnutým portálem.
Obdélná loď má na severní a jižní stěně dvě obdélná okna s půlkruhovým záklenkem.
Hlavní západní průčelí je trojosé s třemi lisénovými rámy. Ve střední ose je hlavní vchod s dvěma schody a kamenným portálem s obloukovým záklenkem. Dřevěné dveře jsou dvoukřídlé, kamenné pilíře nesou valbovou stříšku s prejzem. V obou nikách je umístěna kamenná kniha a kalich.
Severozápadní nároží je zvýrazněno stupňovaným opěrákem. Loď má sedlovou střechu pokrytou šindelem. Loď je zastřešena poloviční valbovou střechou nad hlavním průčelím. Na hřebeni střechy je hranolová věžička, její stříška je pokryta měděnými pásy. Na vrcholu věžičky je pravoslavný kříž.

## Památková hodnota
Raně barokní kostelík na místě původně renesanční protestantské stavby z konce 16. století. Autorem současné podoby z roku 1914 je architekt Václav Roštlapil.